# ديك هارت (عداء مسافات طويلة)
ديك هارت (بالإنجليزية: Dick Hart)‏ هو عداء مسافات طويلة أمريكي، ولد في 19 مارس 1927، وتوفي في 18 فبراير 1991.

## وصلات خارجية
- ديك هارت على موقع أوليمبيديا (الإنجليزية)